# Calidris
Calidris es un género de aves caradriformes de la familia Scolopacidae conocidas vulgarmente como correlimos o playeros.

## Especies
Se reconocen 24 especies y numerosas subespecies de Calidris:
- Calidris tenuirostris (Horsfield, 1821) – correlimos grande;
- Calidris canutus (Linnaeus, 1758) – correlimos gordo;
- Calidris virgata (Gmelin, JF, 1789) – correlimos de rompientes;
- Calidris pugnax (Linnaeus, 1758) – combatiente;
- Calidris falcinellus (Pontoppidan, 1763) – correlimos falcinelo;
- Calidris acuminata (Horsfield, 1821) – correlimos acuminado;
- Calidris himantopus (Bonaparte, 1826) – correlimos zancolín;
- Calidris ferruginea (Pontoppidan, 1763) – correlimos zarapitín;
- Calidris temminckii (Leisler, 1812) – correlimos de Temminck;
- Calidris subminuta (Middendorff, 1853) – correlimos dedilargo;
- Calidris pygmaea (Linnaeus, 1758) – correlimos cuchareta;
- Calidris ruficollis (Pallas, 1776) – correlimos cuellirrojo;
- Calidris alba (Pallas, 1764) – correlimos tridáctilo;
- Calidris alpina (Linnaeus, 1758) – correlimos común;
- Calidris ptilocnemis (Coues, 1873) – correlimos roquero;
- Calidris maritima (Brünnich, 1764) – correlimos oscuro;
- Calidris bairdii (Coues, 1861) – correlimos de Baird;
- Calidris minuta (Leisler, 1812) – correlimos menudo;
- Calidris minutilla (Vieillot, 1819) – correlimos menudillo;
- Calidris fuscicollis (Vieillot, 1819) – correlimos culiblanco;
- Calidris subruficollis (Vieillot, 1819) – correlimos canelo;
- Calidris melanotos (Vieillot, 1819) – correlimos pectoral;
- Calidris pusilla (Linnaeus, 1766) – correlimos semipalmeado
- Calidris mauri (Cabanis, 1857) – correlimos de Alaska.